# Kościół Narodzenia Najświętszej Maryi Panny w Trzebiatowie
Kościół Narodzenia Najświętszej Maryi Panny w Trzebiatowie – katolicki kościół filialny zlokalizowany we wsi Trzebiatów w gminie Stargard, w powiecie stargardzkim (województwo zachodniopomorskie). Jest filiałem parafii św. Maksymiliana Marii Kolbego w Krąpielu.

## Historia i architektura
Murowany z kamieni narzutowych kościół wzniesiony został w XV wieku. Sytuowany jest na planie prostokąta, z prezbiterium zamkniętym prostą ścianą. Szczyt ściany wschodniej dekorowany jest blendami. Do zachodniej elewacji kościoła dostawiona jest neogotycka kruchta, przykryta dwuspadowym daszkiem.
Kościół przetrwał w dobrym stanie okres II wojny światowej, dopiero po 1945 roku nowe komunistyczne władze podjęły decyzję o jego świadomej dewastacji. W 1952 roku doszło do zawalenia się wieży dzwonnej, której pozostałości zostały rozebrane. Niszczejący w ciągu kolejnych dekad kościół został odremontowany dopiero w latach 1990–1998. Poświęcenia świątyni dokonał w dniu 13 kwietnia 1998 roku biskup Jan Gałecki.